# Belluno (stad)
Belluno is de hoofdstad van de gelijknamige provincie Belluno in de regio Veneto (Italië). De stad ligt op een verhoging boven het punt waar het beekje Ardo en de rivier Piave samenstromen in het zuidelijkste deel van de Dolomieten.
De stad heeft een historisch centrum met enkele in Venetiaanse stijl gebouwde paleizen. Belluno is ruim opgezet en telt enkele parken en flinke pleinen.
Ten zuiden van Belluno ligt de berggroep Nevegal (1761 m) waar 's winters volop geskied wordt. Het Nationaal Park Dolomiti Bellunesi strekt zich ten noorden van de stad uit. Belluno is met het laaggelegen deel van de regio Veneto verbonden door de snelweg A27 en een spoorlijn naar de stad Treviso.

## Geschiedenis
In de 5e eeuw v. Chr. vestigden zich hier stammen van de Veneti en van Keltische oorsprong, die de latere stad zijn naam gaven: Belluno komt vermoedelijk van het Keltische belo-donum, dat 'lichte ophoging' betekent. In de 2e eeuw v.Chr. werd Belluno de Romeinse stad Bellunum.
Na de ondergang van het West-Romeinse Rijk werd de stad in de 6e eeuw herhaaldelijk door Germanen aangevallen en ook veroverd, maar door de Oost-Romeinse keizer Justinianus I heroverd. In 580 viel Belluno uiteindelijk aan de Langobarden. Eind 8e eeuw kwam het onder Karolingische heerschappij.
In 1249 kwam de stad in handen van Ezzelino Da Romano, en in 1325 ging de macht over naar de familie Da Scala. Na nog enkele machtswisselingen werd Belluno in 1404 onderdeel van de Republiek Venetië, tot 1797. In de 19e eeuw lag Belluno in het Keizerrijk Oostenrijk, totdat het in 1866 onderdeel van Italië werd.
Op 9 oktober 1963 stroomde het stuwmeer van de Vajontdam, als gevolg van een aardverschuiving over de -nochtans onbeschadigde- stuwdam. 50 miljoen m³ water stroomde het dal in, waardoor meerdere dorpen volledig vernield werden. Er vielen 2000 doden en de gevolgen waren tot in het 20 km verder gelegen Belluno merkbaar.

## Frazioni
Binnen de gemeente Belluno vallen 45 frazioni:
- Antole
- Bes
- Bolzano Bellunese
- Caleipo-Sossai
- Castion
- Castoi
- Cavessago
- Cet
- Chiesurraza
- Cirvoi
- Col di Piana
- Col di Salce
- Collungo
- Cusighe
- Faverga
- Fiammoi
- Giamosa
- Giazzoi
- Levego
- Madeago
- Miér
- Nevegal
- Orzes
- Pedeserva
- Pra de Luni
- Rivamaor
- Safforze
- Sala
- Salce
- San Pietro in Campo
- Sopracorda
- Sois
- Sossai
- Tasei
- Tisoi
- Vignole
- Visome

## Bezienswaardigheden
- De kathedraal (15e eeuw)
- Palazzo dei Rettori (1409)
- Piazza del Mercato

## Geboren in Belluno
- Bartolommeo Alberto Cappellari (1765-1846), Paus Gregorius XVI
- Sebastiano Ricci (1659-1734), schilder
- Dino Buzzati (1906-1972), schrijver
- Tommaso Padoa-Schioppa (1940-2010), bankier en politicus
- Marco Paolini (1956), acteur/regisseur
- Oscar De Pellegrin (1963), boogschutter en schutter